# Classe Chasseur
La classe Chasseur fut la neuvième classe de contre-torpilleurs (en anglais : destroyer) construite pour la Marine nationale française entre 1909 et 1910. Elle fut réalisée sur les chantiers navals français de La Seyne-sur-Mer, Saint-Nazaire, et Le Havre.
Les quatre navires furent utilisés durant la Première Guerre mondiale : le Chasseur, le Cavalier, le Fantassin et le Janissaire.

## Conception
Sauf le Chasseur qui utilisait encore le charbon, les trois autres furent les premiers bateaux français à être adaptés avec des chaudières au mazout. Durant leurs essais en mer ils ont atteint des vitesses jusqu'à 31 nœuds.

## Accident
- Le Fantassin coula le 5 juin 1916 en Méditerranée après une collision avec le contre-torpilleur français Mameluck.

## Les unités de la classe
- Le Chasseur :
  - Chantier : Chantiers et Ateliers Augustin Normand, Le Havre
  - Lancement : 20 février 1909
  - Armement : novembre 1909
  - Fin de carrière : rayé en octobre 1919
- Le Cavalier :
  - Chantier : Augustin Normand, Le Havre
  - Lancement : 9 mai 1910
  - Armement : janvier 1911
  - Fin de carrière : rayé en décembre 1927
- Le Fantassin : (marque de coque FN)
  - Chantier : Forges et chantiers de la Méditerranée, La Seyne-sur-Mer
  - Lancement : 17 juin 1909
  - Armement : juin 1911
  - Fin de carrière : coulé le 5 juin 1916
- Le Janissaire :(marque de coque J)
  - Chantier : Chantiers de Penhoët, Saint-Nazaire
  - Lancement : 12 avril 1910
  - Armement : juin 1911
  - Fin de carrière : rayé en octobre 1920

### Sources
- (en) Cet article est partiellement ou en totalité issu de l’article de Wikipédia en anglais intitulé « Chasseur-class destroyer » (voir la liste des auteurs).
- Robert Gardiner, Randal Gray, Przemyslaw Budzbon: Conway's All the World's Fighting Ships (1906-1921)
- Roche, Jean-Michel (2005). "Classement par types". Dictionnaire des bâtiments de la flotte de guerre française de Colbert à nos jours 2, 1870 - 2006. Toulon: Roche (ISBN 978-2-9525917-0-6)